# クリスタル (ポケットモンスターSPECIAL)
クリスタルは、漫画『ポケットモンスターSPECIAL』に登場する架空の人物である。

## プロフィール
- 性別：女
- 誕生日：4月30日
- 星座：牡牛座
- 誕生石：水晶
- 年齢：11歳（第3章）・14歳（第6章）・16歳（第9章）
- 血液型：A型
- 身長：162cm（第13章時点）
- 体重：46kg（第13章時点）
- 特技：ぼんぐり採集
- 趣味：読書
- 家族：母（ミレイ）
- 出身地：ジョウト地方・キキョウシティ
- 初登場：第117話 VSマグマッグ
- 登場章：第3章・第6章・（第7章）・第9章・第13章
- 登場巻：10-15・（26）・27-29・(37)・41-43
- 持ち物：ポケモン図鑑（2代目→5代目）・ポケギア・携帯転送用コード・ガンテツ師匠特製ボール[1]・星型のイヤリング
- 代名詞：捕える者（ポケモン捕獲）
- 人気投票：9位（2005年）→12位（2011年）

## 人物
「ポケモン捕獲（ゲット）の専門家（スペシャリスト）」の少女で、通称「クリス」。『ポケットモンスター クリスタルバージョン』及び『ポケットモンスター ハートゴールド・ソウルシルバー』の女の子主人公がモデル。一人称は「わたし」。
礼儀正しく他人の為に尽くせる優しさと生真面目さを併せ持ち、ゴールド曰く「超真面目系学級委員タイプ」。しかし完全な石頭というわけではなく、シルバーの様に生きる上で犯罪に手を染めざるを得なかった人には、情状酌量の余地があると考えるなど、柔軟性のある思考を持つ。
元々はジョバンニ先生のポケモン塾でボランティアをしていたが、ポケモン図鑑の所有者が図鑑を完成させていない事に苛立っていたオーキド博士から依頼され、冒険の旅に出る。その後は専門家の名に違わず、順調にポケモンを捕獲していく（最初の1週間で142匹のポケモンを捕獲。「見つけた数」は143で、残り1匹はスイクン）。途中、伝説のポケモン・スイクンの捕獲に失敗し、その衝撃からスランプになり捕獲ができなくなってしまうが、母親の叱咤を受けて特訓に励み、立ち直った。捕獲の時は普段の温厚さから一転して少々気が荒くなり、集中するためポケギアの電源を切る。
その後イエロー、そしてゴールドやシルバーと出会い、「仮面の男」事件に巻き込まれていく。事件終結後、他の図鑑所有者の協力によりカントー地方・ジョウト地方に生息する全ポケモンのデータを入手することに成功し、さらに第6章開始前にはホウエン地方のポケモンも収集し終えている。 
なお、ポケモン図鑑データの収集の謝礼として、ジョバンニ先生のポケモン塾を完全に改修した（そのことがエメラルドに大きな影響を与えた）。第3章のエピローグ以降、マサキの手伝いで家を離れることが多くなったナナミに代わって、オーキド博士の助手を務めている。
モンスターボールを主に蹴って操るが、これは幼い頃（第3章の5年前）、スリバチ山でポケモン捕獲の特訓をしている最中に腕を骨折し、「両腕が使えないなら足を使えばいい」と考えたことがきっかけである（エメラルドはクリスタルへの憧れからその捕獲方法を真似ている）。また、第3章で連れているポケモンも6匹のうち5匹がその時出会い、紆余曲折を経て仲良くなった者達で、その信頼の表れから数多く捕獲してもポケモンを入れ替えることはあまりなく、メガぴょんが加わるまでは当初の手持ちのまま行く気でいた。キック力は高さ5メートルもあるルギアの額にボールを当てられる程である。
自分とは対照的に、楽天家で不真面目な性格をしているゴールドには厳しい態度で接することが多い。だが、その一方で心配しているのも事実であり、第3章ラストにて時間のはざまから彼が帰って来た時には涙を見せた。また第9章にて服装が変わったときには「見られたくない!」と激しくうろたえていた。
シルバーとは第3章の時点ではあまり深く関わっていないが、仮面の男との決戦後に彼を連行しようとしたグリーンに、「彼にはそれしか方法がなかった」と訴え庇おうとしていた。第6章では石化した彼と先輩4人を救うため、ゴールドと共にバトルフロンティアに駆けつけた。第9章でもお互いに仲間として信頼しており、1人で問題を抱え込もうとする彼に対し積極的に協力を申し出ている。
星型のイヤリングをしており、使っているモンスターボールや、ポケモンにも星のマークが付いている。
第3章までは『ポケットモンスター クリスタルバージョン』の女の子主人公の服装（白い上着にスパッツ）をしていた。第6章・第9章では序盤に前記の服装の上に白衣にスカートというスタイルだった。第9章では母親に『ポケットモンスター ハートゴールド・ソウルシルバー』の女の子主人公の服装へ半強制的に着替えさせられた。似合っていないと思っているようで、服装のことを指摘されることにうろたえていた。
10巻以降の作画担当者である山本サトシが初めて描いた図鑑所有者であり、10・11巻では行方不明のゴールドの代わりの主人公だった。クリスタルが主人公の時は作画が変化したために『ポケットモンスターSPECIAL クリスタル』というタイトルが使われていたが、後に見られなくなった。

## 劇中での活躍
第3章（金・銀・クリスタル編）
オーキド博士が募集したポケモン図鑑の完成に名乗り出て、図鑑を託され旅に出る。アサギシティで伝説のポケモン・スイクンと出会い、スイクンの捕獲を目指すようになる。スズの塔でスイクンと戦うが捕獲に失敗しスランプに陥ってしまったが、母親の檄とスリバチ山での特訓で自信を取り戻す。イエロー及びイエローの叔父である釣り人のヒデノリと海を渡る途中渦潮に巻き込まれ、それによってシルバー・ゴールドと出会い暴走するルギアの捕獲に挑むが、「仮面の男」に横取りされてしまう。
その後はオーキド博士からの依頼でロケット団残党を指揮する「仮面の男」の正体を突き止めるためポケモンリーグへ向かう。ホウオウ・ルギアを従え現れた「仮面の男」には圧倒されたが、スイクンと共にウバメの森に向かい最終的に他の図鑑所有者達と共に「仮面の男」ヤナギの野望を阻止した。
第6章（エメラルド編）
エメラルドをバトルフロンティアに送り込み、オーキド博士の「ポケモン研究所 ホウエン第3分室」でポケモンを貸したり、ジラーチ捕獲のための助言をしたり、様々な方面でエメラルドをサポートする。
後に自らもバトルフロンティアに乗り込んで、他の図鑑所有者達と共に究極技を繰り出してガイルが出現させた強大な海の魔物を撃退し、バトルフロンティアの危機を救った。
第9章（ハートゴールド・ソウルシルバー編）
ポケモン塾の子供達の引率でサファリゾーンを訪れた時にシルバーと再会し、子供の未来のためにロケット団と戦うことを決意。子供達をミナキに託してシルバーとエンジュシティへ向かう途中、アテナに襲撃されシルバーを先へ進ませるため1人で食い止める。戦いの最中に現れたアルセウスの捕獲を試みるが、失敗。その後、プレートを集め終えたシルバーと共にゴールドの所へと向かい、ロケット団の野望を阻止する。戦いの最中、服装の事を言われそうになるたびに力尽くでゴールドを止めていた。
第13章（オメガルビー・アルファサファイア編）
巨大隕石襲来直前でエメラルドの要請を受け、センリと共にジョウト地方で隕石の破片を迎え撃つことになる。

## 所有ポケモン
第9章時（450話現在）のメンバー。幼馴染のムーぴょん、後に手持ちに加わったメガぴょん・バリぴょんを除く5匹は、幼少時にスリバチやまで出会った縁で手持ちに加わった。ポケモンの種族名から一部を取り、そこに「ぴょん」をつけてニックネームとしている。
またクリスタルのポケモンは捕獲用メンバーという特質上、旅先で同種のポケモンと出会っても紛れないように星（★）のマークを付けている。なおパラぴょん・エビぴょん・ウインぴょんは最初から進化形で登場している。

### 手持ち
メガぴょん
- チコリータ♂→ベイリーフ♂→メガニウム♂ LV.80
- 特性：しんりょく 性格：がんばりや 個性：しんぼうつよい
- 技："はっぱカッター"・"ハードプラント"
- 初登場：第93話 VSニューラ
- マーク：首飾り

先に旅立っていった他の2匹に触発されたのか、ウツギ研究所を勝手に抜け出し、手持ちに加わった新入り（この時、ムーぴょんの首飾りを譲り受ける）。その後、スリバチ山のヨーギラスとの戦いでベイリーフに、うずまき島のルギア戦でメガニウムに進化した。チコリータ・ベイリーフ時はボールに入れず、連れ歩いていた。クリスタルの長距離の移動要員としても活躍している。
ニックネームの理由は「根性がメガトン級だから」。うずまき島で他の2匹と再会した時は1匹だけ涙を流し喜んでいた。
第6章ではキワメの下で「草の究極技」"ハードプラント"を習得してバトルフロンティアに来る。レッドのフッシー（フシギバナ）・エメラルドのジュカインと共に"ハードプラント"を放った。
カラぴょん
- カラカラ♂ Lv.73
- 特性：ひらいしん 性格：さみしがり 個性：ねばりつよい
- 技："みねうち"・"ホネブーメラン"・"ボーンラッシュ"
- 初登場：第117話 VSマグマッグ
- マーク：骨のヒビ

幼少期に怪我をしたクリスタルの腕を骨で添え木し、それを交換していた。
第6章ではエビぴょんと共にエメラルドに預けられ、骨をワイヤーでヌンチャクのようにつなげて、ジラーチの捕縛をもやってのけた。
パラぴょん
- パラセクト♀ Lv.75
- 特性：かんそうはだ 性格：ゆうかん 個性：ひるねをよくする
- 技："あまいかおり"・"ギガドレイン"・"キノコのほうし"・"ヘドロばくだん"
- 初登場：第117話 VSマグマッグ
- マーク：キノコの笠の模様

胞子を体内で調合することで様々な効果の薬を作り出すことができ、"キノコのほうし"の散布範囲をクリスタルの指示で調節できる。怪我をしたクリスタルやウインぴょんのための傷薬も作った。
エビぴょん
- エビワラー♂ Lv.78
- 特性：てつのこぶし 性格：いじっぱり 個性：きがつよい
- 技："スカイアッパー"・"バレットパンチ"・"ほのおのパンチ"・"マッハパンチ"・"メガトンパンチ"
- 初登場：第117話 VSマグマッグ
- マーク：右の拳（第6章では両拳）のシール

幼少期にスリバチ山で怪我をして不自由なクリスタルの腕の代わりを務めた。高速な上に強力なパンチが得意。
第6章ではカラぴょんと共にエメラルドに貸し出され、バトルピラミッドでのジンダイ戦において"どくどく"で相打ちになったとはいえ、ホウエンの伝説ポケモンレジスチルを"ほのおのパンチ"の連打と"スカイアッパー"で倒す他、ジラーチに対し"マッハパンチ"のスピードを利用して主導権を握り続けながらも、倒してしまわないよう威力を調整し続けるという荒業を行う。
ウインぴょん
- ウインディ♂ Lv.79
- 特性：いかく 性格：せっかち 個性：かけっこがすき
- 技："かえんぐるま"・"かえんほうしゃ"・"しんそく"・"ひのこ"
- 初登場：第117話 VSマグマッグ
- マーク：首輪

クリスタルの長距離の移動要員。右目にヨーギラスに昔つけられた傷があり、その痛みが原因で野生の頃は気性が荒く暴れん坊で、エビぴょん達とも敵対していた。
第6章では控えに回っていた可能性が高い（エメラルドにエビぴょん・カラぴょんが貸し出され、バトルフロンティアにやって来た彼女がメガぴょん・パラぴょん・ネイぴょん・バリぴょんを手持ちとしていることから）。
ネイぴょん
- ネイティオ♀ Lv.60
- ネイティ♀→ネイティオ♀
- 特性：はやおき 性格：れいせい 個性：ちょっぴりみえっぱり
- 技："おいかぜ"・"サイコキネシス"・"そらをとぶ"・"ドリルくちばし"・"みらいよち"
- 初登場：第117話 VSマグマッグ
- マーク：目の下のシール

飛行要員。テレパシーを使って周囲の探索も可能。第3章ではネイティのままでクリスタルを持ち上げては短時間限りの飛行だったが、第6章での登場の際に進化しており、自由自在に飛べるようになる。

### 控え
ムーぴょん
- ムチュール♀ LV.48
- 特性：どんかん 性格：おだやか
- 技："くろいまなざし"
- 初登場：第117話 VSマグマッグ
- マーク：首飾り（現在はメガぴょんが所有）

幼馴染で、メガぴょんの代わりに手持ちから外れる。現在は、オーキド研究所でクリスタルと共に仕事を手伝っている。"くろいまなざし"で野性ポケモンを逃げられなくする活躍をしていた。
第9章ではアテナのヤミカラスと交戦した。
バリぴょん
- バリヤード♀
- 特性：ぼうおん 性格：おとなしい
- 初登場：第330話
- マーク：胸のシール

第6章で登場した新しい手持ち。ヤマブキシティジムリーダー・ナツメのバリヤードと同じように周囲の空気を固めて壁や階段、更には部屋を作り出す。この部屋はルビー・サファイア・エメラルド達が究極技を習得する為の即席トレーニングルームとして使われた。
第9章では控えにまわっている。

### 一時同行
スイクン

エンテイ

ライコウ